# Раялампі
Ра́яла́мпі (фін. Rajalampi) — озеро в Росії, на території Лоймольського сільського поселення Суоярвського района Республіка Карелія.

## Загальні відомості
Площа озера — 0,5 км². Розташоване на висоті 76,0 метра над рівнем моря.
Форма озера видовжена, витягнута з південного заходу на північний схід. Береги підвищені, кам'янисто-піщані.
Через озеро протікає річка Уомасоя, що втікає до озера з північного краю, бере початок з озера Сякс'ярві, і витікає з північно-східного боку, після чого впадаючи в озеро Уксунйокі.
На озері сім невеликих островів, найбільші з яких: Хепосаарі (фін. Heposaari) і Хаутасаарі (фін. Hautasaari).
Населені пункти на озері відсутні.
Вздовж південно-східного берега озера проходить траса Р21 («Сортавала»).
Назва озера перекладається з фінської мови як «ламбіна на кордоні». Це пов'язано із тим, що до Радянсько-фінської війни за 14 км на схід від озера проходив державний кордон.